# Pápaszemes laposcsőrűtirannusz
A pápaszemes laposcsőrűtirannusz (Rhynchocyclus brevirostris) a madarak osztályának a verébalakúak (Passeriformes) rendjébe és a királygébicsfélék (Tyrannidae) családjába tartozó faj.

## Előfordulása
Mexikó, Panama, Belize, Costa Rica, Salvador, Guatemala, Honduras, Nicaragua, Ecuador és Kolumbia területén honos. A természetes élőhelye szubtrópusi vagy trópusi síkvidéki nedves erdők, szubtrópusi vagy trópusi nedves hegyi erdők.

## Alfajai
- Rhynchocyclus brevirostris brevirostris (Cabanis, 1847)
- Rhynchocyclus brevirostris hellmayri Griscom, 1932
- Rhynchocyclus brevirostris pallidus Binford, 1965